# Florent Chaigneau
Florent Chaigneau (La Roche-sur-Yon, 21 marzo 1984) è un ex calciatore francese, di ruolo portiere.

## Carriera
Ha giocato in Ligue 1 con Rennes e Lorient.